# Новое процессуальное искусство
Новое процессуальное искусство — это контекстуализованное понятие, которое вмещает в себя несколько направлений в современном искусстве. Принято считать, что к Новому Процессуальному Искусству относятся хеппенинги, перформансы, флэш-мобы, — но это лишь внешняя оболочка, ни сколько не затрагивающая самого содержания предмета. Новое Процессуальное Искусство — это термин, возникший на постсоветском пространстве в конце нулевых годов и не имеющий аналогов за рубежом. В основе Нового Процессуального Искусства лежит процесс как таковой. Процесс вмещает в себя непосредственную потенцию к действию, а не свершённое действие, которое является движимой силой к формированию классической театральной структуры изложенной ещё Аристотелем в своём труде «Поэтика». Действие на основе Нового Процессуального Искусства характеризуется как постдраматическое, о котором говорил в своей книге «Постдраматический театр» Ханс-Тис Леман, другими словами — бездейственное. Конфликт как таковой исчезает в современных видах искусства и на смену ему приходит среда, атмосфера, персонаж и другие аспекты концептуального творчества. Интересно, что «симулякр» — понятие, введённое Жаном Бодрийяром не имеет ничего общего с концепцией Нового Процессуального Искусства, хотя относительно классической школы оно именно так и воспринимается в виду разных уровней понятийного аппарата и метафорических тенденций.